# Surahammars kommun
Surahammars kommun är en kommun i Västmanlands län. Centralort är Surahammar.

## Administrativ historik
Kommunens område motsvarar socknarna: Berg (mindre del av), Ramnäs och Sura, alla i Snevringe härad. I dessa socknar bildades vid kommunreformen 1862 landskommuner med motsvarande namn.  
Vid kommunreformen 1952 införlivades en mindre del av Bergs landskommun i Sura landskommun samtidigt som Ramnäs landskommun införlivade hela Västervåla landskommun.
1963 bildades Surahammars landskommun av Sura och Ramnäs landskommuner, ur vilken Västervåla församling 1967 överfördes till dåvarande Fagersta stad (sedan 1971 Fagersta kommun). 
Surahammars kommun bildades vid kommunreformen 1971 genom en ombildning av Surahammars landskommun.
Kommunen ingick från bildandet till 2001 i Köpings domsaga och från 2005 ingår kommunen i Västmanlands domsaga.
Kommunen ingår sedan 2010 i Förvaltningsområdet för finska. 

## Geografi

### Topografi och hydrografi
Kommunen är en del av det västmanländska skogslåglandet med en berggrund som domineras av granit, täckt främst av barrskogsbevuxen morän. Myrmarken är utbredd, med exempelvis det omfattande Stora Flyten i nordvästra delen av kommunen.
Längs Kolbäcksån sträcker sig rullstensåsen Strömsholmsåsen. Öppna och delvis uppodlade områden återfinns främst längs Kolbäcksåns vattensystem. Här ligger också sjöarna Gnien och Västersjön, omgivna av ängsmarker som periodvis översvämmas och skapar gynnsamma förutsättningar för ett rikt fågelliv.
Nedan presenteras andelen av den totala ytan 2020 i kommunen jämfört med riket.
|  | Bebyggelse (4,4 %) |

|  | Skog (76,8 %) |

|  | Öppen myrmark (10,4 %) |

|  | Jordbruksmark (6,5 %) |

|  | Övrig mark (1,9 %) |

|  | Bebyggelse (3,1 %) |

|  | Skog (68,0 %) |

|  | Öppen myrmark (7,2 %) |

|  | Jordbruksmark (7,4 %) |

|  | Övrig mark (14,3 %) |

### Administrativ indelning
Fram till 2016 var kommunen för befolkningsrapportering indelad i en enda församling, Sura-Ramnäs församling.

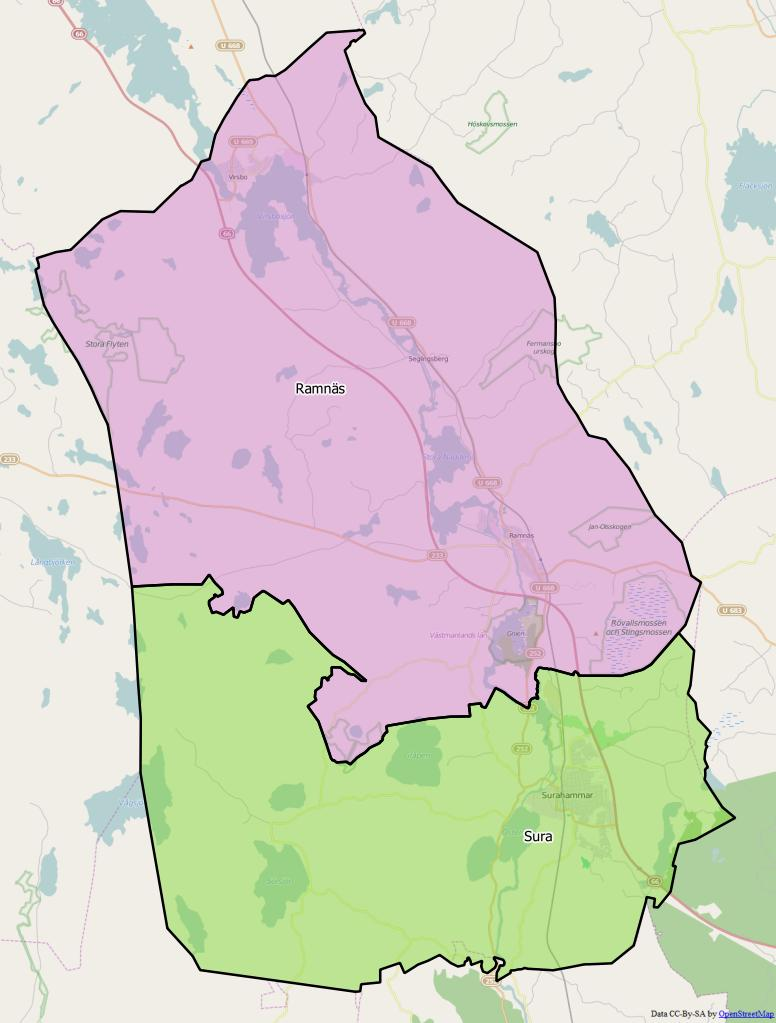
Distrikt (socknar) inom Surahammars kommun

Från 2016 indelas kommunen i två distrikt, vilka motsvarar de tidigare socknarna:Ramnäs och Sura.

### Tätorter
Vid tätortsavgränsningen av Statistiska centralbyrån den 31 december 2015 fanns det tre tätorter i Surahammars kommun.
| Nr | Tätort     | Folkmängd |
| -- | ---------- | --------- |
| 1  | Surahammar | 6 270     |
| 2  | Virsbo     | 1 329     |
| 3  | Ramnäs     | 1 333     |

Centralorten är i fet stil.

## Styre och politik

### Styre
| År        | Partier | Partier | Partier | Partier | Partier | Partier |
| --------- | ------- | ------- | ------- | ------- | ------- | ------- |
| 1994–1998 | S       |         |         |         |         |         |
| 1998–2002 | S       | V       |         |         |         |         |
| 2002–2006 | S       |         |         |         |         |         |
| 2006–2010 | S       |         |         |         |         |         |
| 2010–2014 | S       | V       | MP      |         |         |         |
| 2014–2018 | S       | C       |         |         |         |         |
| 2018–2021 | S       | V       | C       |         |         |         |
| 2021–2022 | M       | SD      | C       | L       | KD      |         |
| 2022–     | M       | S       | C       | KD      |         |         |

### Kommunfullmäktige

#### Presidium
| Presidium 2022–2026    | Presidium 2022–2026 | Presidium 2022–2026 |
| ---------------------- | ------------------- | ------------------- |
| Ordförande             | S                   | Olle Thorell        |
| Förste vice ordförande | M                   | Greta Håkans        |
| Andre vice ordförande  | SD                  | Marina Hedberg      |

#### Mandatfördelning 1970–2022
| 3 | 26 | 5 | 3 | 2 |

| 31 | 8 |

| 3 | 26 | 6 | 2 | 2 |

| 30 | 9 |

| 3 | 26 | 5 | 3 | 2 |

| 30 | 9 |

| 3 | 26 | 4 | 3 | 3 |

| 27 | 12 |

| 2 | 28 | 4 |  | 4 |

| 28 | 11 |

| 3 | 26 |  | 2 | 3 | 4 |

| 28 | 11 |

| 3 | 25 | 3 | 2 | 3 | 3 |

| 27 | 12 |

| 3 | 23 | 2 | 2 | 3 | 2 | 4 |

| 26 | 13 |

| 4 | 22 | 3 | 2 | 3 |  | 4 |

| 21 | 18 |

| 8 | 18 |  | 4 | 2 | 2 | 4 |

| 24 | 15 |

| 7 | 20 | 4 | 3 | 2 | 3 |

| 23 | 16 |

| 5 | 20 |  |  | 3 | 2 | 2 | 5 |

| 19 |  | 19 |

| 4 | 19 |  | 2 | 3 | 3 |  | 6 |

| 19 | 20 |

| 4 | 15 | 2 | 5 | 5 | 2 |  | 5 |

| 22 |  | 16 |

| 3 | 11 | 7 | 2 |  |  | 6 |

| 18 | 13 |

| 2 | 11 | 8 | 2 |  | 7 |

| 19 | 12 |

### Nämnder

#### Kommunstyrelse
| Presidium 2022–2026 | Presidium 2022–2026 | Presidium 2022–2026 |
| ------------------- | ------------------- | ------------------- |
| Ordförande          | M                   | Johanna Olofsson    |
| Vice ordförande     | S                   | Göte Sandin         |

#### Lista över kommunstyrelsens ordförande
| Namn och parti | Namn och parti       | Period    |
| -------------- | -------------------- | --------- |
| S              | Anders Tollin        | 2002–2009 |
| S              | Britt-Inger Fröberg  | 2009–2014 |
| S              | Tobias Nordlander    | 2014–2019 |
| S              | Johanna Skottman     | 2019–2020 |
| S              | Leif Carlberg (t.f.) | 2020      |
| S              | Christopher Marlowe  | 2021      |
| M              | Johanna Olofsson     | 2021–     |

#### Övriga nämnder
| Nämnder 2022–2026          | Ordförande | Ordförande         | Vice ordförande | Vice ordförande          |
| -------------------------- | ---------- | ------------------ | --------------- | ------------------------ |
| Barn- och bildningsnämnden | S          | Glenn Baringson    | M               | Sirpa Lindvall           |
| Bygg- och miljönämnden     | S          | Anders Rydell      | C               | Magnus Åstrand           |
| Socialnämnden              | C          | Inge Larsson       | KD              | Lars-Göran Bärling       |
| Valnämnden                 | KD         | Lars-Göran Bärling | S               | Christina Waster Jansson |

## Ekonomi och infrastruktur

### Näringsliv
Här finns företagen Surahammars Bruks AB, Air Liquide Gas AB, Lucchini Sweden AB och Sandvik Powdermet AB

### Infrastruktur

#### Transporter
Riksväg 66, länsväg 233 och länsväg 252 passerar genom kommunen. 
Järnvägsstationer med persontrafik finns i Surahammar, Ramnäs och Virsbo (Bergslagspendeln). 
VL sköter busstrafiken till Västerås. Lokala linjer och busstrafik med Hallstahammars kommun trafikeras av den nolltaxerade Brukslinjen.

## Befolkning

### Befolkningsutveckling
Kommunen har 9 845 invånare (31 december 2024), vilket placerar den på 217:e plats avseende folkmängd bland Sveriges kommuner.
| Befolkningsutvecklingen i Surahammars kommun 1970–2020 | Befolkningsutvecklingen i Surahammars kommun 1970–2020 | Befolkningsutvecklingen i Surahammars kommun 1970–2020 | Befolkningsutvecklingen i Surahammars kommun 1970–2020 | Befolkningsutvecklingen i Surahammars kommun 1970–2020 |
| ------------------------------------------------------ | ------------------------------------------------------ | ------------------------------------------------------ | ------------------------------------------------------ | ------------------------------------------------------ |
|                                                        |                                                        |                                                        |                                                        |                                                        |
| År                                                     |                                                        |                                                        | Folkmängd                                              |                                                        |
| 1970                                                   | 1970                                                   |                                                        | 10 979                                                 |                                                        |
| 1975                                                   | 1975                                                   |                                                        | 11 074                                                 |                                                        |
| 1980                                                   | 1980                                                   |                                                        | 11 439                                                 |                                                        |
| 1985                                                   | 1985                                                   |                                                        | 11 234                                                 |                                                        |
| 1990                                                   | 1990                                                   |                                                        | 11 381                                                 |                                                        |
| 1995                                                   | 1995                                                   |                                                        | 11 107                                                 |                                                        |
| 2000                                                   | 2000                                                   |                                                        | 10 340                                                 |                                                        |
| 2005                                                   | 2005                                                   |                                                        | 10 196                                                 |                                                        |
| 2010                                                   | 2010                                                   |                                                        | 9 949                                                  |                                                        |
| 2015                                                   | 2015                                                   |                                                        | 9 985                                                  |                                                        |
| 2020                                                   | 2020                                                   |                                                        | 10 092                                                 |                                                        |

## Kultur

### Kulturarv
Området som idag utgör Surahammars kommun har en gammal tradition av bruksverksamhet genom Surahammars Bruk. Byggnader som minner om dess storhetstid är bland annat Surahammars bruksmuseum och Surahammars herrgård.
Som en påminnelse om den tredje kolerapandemin i mitten av 1850-talet finns ett flertal kolerakyrkogårdar längs Strömsholms kanal. Ett exempel är Sura församlings kolerakyrkogård som första gången användes 13 september 1853.

### Kommunvapen
Blasonering: Sköld genom en fjällskura delad av guld, vari två uppskjutande från varandra vända yxor med svarta huvuden och röda skaft, och av svart.
Vapnet fastställdes för dåvarande Sura landskommun av Kungl Maj:t 1951. Sköldens svarta fält syftar på en inom kommunen belägen fornborg. Fornborgen ligger strax sydväst om Surahammar vid Borgåsen längs med väg 252. Yxorna är tagna från Snevringe härads sigill. Det registrerades hos PRV 1974 för Surahammars kommun.

Sura landskommun (1951–1962)